# النا زامولودچیکووا
النا زامولودچیکووا (به انگلیسی: Elena Zamolodchikova) ژیمناست زادهٔ ۱۹ سپتامبر ۱۹۸۲ میلادی اهل کشور روسیه است.